# اعتلال الشبكية والجسم الزجاجي التكاثري
اعتلال الشبكية والجسم الزجاجي التكاثري (PVR) هو مرض يتطور كمضاعفات لانفصال الشبكية تشرمي المنشأ. يحدث اعتلال الشبكية والجسم الزجاجي التكاثري في حوالي 8-10% من المرضى الذين يخضعون لجراحة انفصال الشبكية الأولية ويمنع الإصلاح الجراحي الناجح لانفصال الشبكية تشرمي المنشأ. يمكن علاج اعتلال الشبكية والجسم الزجاجي التكاثري بالجراحة لإعادة توصيل الشبكية المنفصلة ولكن النتيجة البصرية للجراحة ضعيفة للغاية. استكشفت عدد من الدراسات العديد من العوامل المساعدة الممكنة للوقاية والعلاج من اعتلال الشبكية والجسم الزجاجي التكاثري، مثل الميثوتريكسات، على الرغم من أنه لم يرخص أي منها للاستخدام السريري. 
أشير إلى اعتلال الشبكية والجسم الزجاجي التكاثري في الأصل على أنه تراجع كبير للجسم الزجاجي ثم على أنه انتشار ضخم حول الشبكية. قدم اسم اعتلال الشبكية والجسم الزجاجي التكاثري في عام 1989 من قبل مجموعة دراسة زيت السيليكون. الاسم مشتق من التكاثر (عن طريق الخلايا الظهارية والصباغية للشبكية) واعتلال الشبكية والجسم الزجاجي ليشمل الأنسجة المصابة، وهي الجسم الزجاجي (أو الخلط الزجاجي) والشبكية.

## العوامل المؤهبة
العوامل المؤهبة لـ اعتلال الشبكية والجسم الزجاجي التكاثري بعد الجراحة هي: اعتلال الشبكية والجسم الزجاجي التكاثري الموجود قبل الجراحة، وانعدام العدسة، والمستويات العالية من البروتينات الزجاجية، ومدة انفصال الشبكية قبل الجراحة التصحيحية، وحجم انثقاب الشبكية أو تمزقها، والالتهاب داخل العين، والنزيف الزجاجي، ورضوض العين. معادلة حساب مخاطر المريض للحصول على اعتلال الشبكية الزجاجي التكاثري هي:
درجة اعتلال الشبكية والجسم الزجاجي التكاثري  = 2.88 × (الدرجة C من اعتلال الشبكية والجسم الزجاجي التكاثري ) + 1.85 × (الدرجة B من اعتلال الشبكية والجسم الزجاجي التكاثري ) + 2.92 × (انعدام العدسة) + 1.77 × (التهاب العنبية الأمامي) + 1.23 × (أرباع الانفصال) + 0.83 × (النزيف الزجاجي) + 23 × ( المعالجة بالبرد السابقة).
يضاف 1 إذا كان عامل الخطر موجودًا و 0 إذا كان عامل الخطر غائبًا. يتعرض المريض لخطر كبير لتطوير اعتلال الشبكية الزجاجي التكاثري إذا كانت درجة اعتلال الشبكية الزجاجي التكاثري الخاصة به> 6.33.

## علم الأمراض
أثناء انفصال الشبكية تشرمي المنشأ، يدخل السائل من الجسم الزجاجي في ثقب الشبكية. لم تفهم الآليات التي تتشكل بها الثقوب أو التمزقات الشبكية بشكل كامل حتى الآن. ينتج عن تراكم السوائل في الحيز تحت الشبكية وقوة الجر للجسم الزجاجي على شبكية العين انفصال الشبكية الناجم عن الجينات. خلال هذه العملية، تتلامس طبقات الخلايا الشبكية مع السيتوكينات الزجاجية. تحفز هذه السيتوكينات قدرة ظهارة الشبكية المصطبغة (RPE) على التكاثر والهجرة. تشبه العملية المتضمنة التئام الجروح الليفية بواسطة خلايا ظهارة الشبكية المصطبغة. تخضع خلايا الظهارة الظهارية للتحول الظهاري المتوسط (EMT) وتطور القدرة على الهجرة إلى الجسم الزجاجي. خلال هذه العملية، يفقد التصاق الشبكية العصبي لطبقة الخلايا الظهارية المصطبغة والتصاقات RPE-ECM (المصفوفة خارج الخلوية). تضع خلايا الظهارة المصطبغة RPE أغشية ليفية أثناء هجرتها وتتقلص هذه الأغشية وتنسحب عند شبكية العين. يؤدي هذا كله في النهاية إلى انفصال الشبكية الثانوي بعد جراحة انفصال الشبكية الأولية. أظهر عدد من الدراسات أيضًا أن سلسلة التمثيل الغذائي لحمض الأراكيدونيك (أحد سلاسل الالتهاب الرئيسية) مهمة في تطوير اعتلال الشبكية والجسم الزجاجي التكاثري. عثر على تعبير COX-2 في أغشية فردية فوق الشبكية للإنسان. خفض فسفوليباز A2 وحظرت انزيمات الأكسدة الحلقية التشوهات الهيكلية لشبكية الفئران في نموذج كونكانافالين من اعتلال الشبكية والجسم الزجاجي التكاثري وقلل تواتر تكوين الغشاء بنسبة 43% في نموذج ديباز لاعتلال الشبكية والجسم الزجاجي التكاثري وبنسبة 31% في كونكانافالين. لم يطبع اللورنوكسيكام التعبير عن انزيمات الأكسدة الحلقية في كلا الطرازين من اعتلال الشبكية والجسم الزجاجي التكاثري فحسب، بل حيد أيضًا التغيرات في شبكية العين وسمك المشيمية الناتجة عن حقن العوامل المسسبة للالتهابات.
صنف اعتلال الشبكية والجسم الزجاجي على أنه درجة A أو B أو C من خلال دراسة زيت السيليكون وصنف من الدرجة A أو B أو C أو D من قبل لجنة مصطلحات جمعية شبكية العين.
- تتميز الدرجة A بظهور ضباب زجاجي وخلايا ظهارية مصطبغة في الجسم الزجاجي.
- تتميز الدرجة B بتجعد حواف تمزق الشبكية أو سطح الشبكية الداخلي.
- تتميز الدرجة C بوجود أغشية شبكية.